# Semibalanus cariosus
Semibalanus cariosus is een zeepokkensoort uit de familie van de Archaeobalanidae. De wetenschappelijke naam van de soort is voor het eerst geldig gepubliceerd in 1788 door Pallas.